# 西島町 (春日井市)
西島町（にしじまちょう)は、愛知県春日井市にある地名。

## 地理
春日井市の中部に位置する。主に八田川内にあり、東野町、下原町、西山町、南下原町に接する。

### 河川
- 八田川

## 歴史

### 地名の由来
西島町周辺は下原新田と呼ばれ、下原新田は東野島、西島、池合島、六軒屋島、鳥居松島の五つに分かれており、その呼び名が西島町として残った。

### 沿革
- 1948年（昭和23年） - 春日井市八幡の一部により、同市西島町として成立[3]。
- 1973年（昭和58年） - 町域の一部が東野町・南下原町・下原町となる[3]。